# The Black Mages
The Black Mages foi uma banda de metal progressivo/rock instrumental formada no ano de 2002 em Tóquio, Japão, pelos compositores Nobuo Uematsu, Kenichiro Fukui e Tsuyoshi Sekito, todos com passagens pela Square Mix. Nobuo foi compositor da maior parte da trilha sonora dos jogos da série Final Fantasy. A banda faz arranjos instrumentais progressivos das faixas criadas por Nobuo.

## Membros
- Tsuyoshi Sekito – guitarra (2002–2010)
- Michio Okamiya – guitarra (2003–2010)
- Nobuo Uematsu – teclados (2002–2010)
- Kenichiro Fukui – teclados (2002–2010)
- Keiji Kawamori – baixo (2003–2010)
- Arata Hanyuda – bateria (2003–2010)

## Discografia
- The Black Mages (2003)
- The Black Mages II: The Skies Above (2004)
- The Black Mages III: Darkness and Starlight (2008)